# منصور المنصور (معلم)
منصور المنصور هو معلم سعودي، حائز على جائزة المعلم العالمية لعام 2025. قدم أكثر من 3 آلاف ساعة عمل تطوعي، كما ساهم في تغيير حياة مئات الطلاب، ومنهم الأيتام وذوو الدخل المحدود، ونجح في تأهيل طلابه للفوز بجوائز عالمية عبر برامج رعاية الموهبة وريادة الأعمال.

## العمل
معلم في مدرسة الأمير سعود بن جلوي التابعة للإدارة العامة للتعليم بالأحساء في المنطقة الشرقية.

## جائزة المعلم العالمية
بعد فوزة بجائزة أفضل معلم في العالم لعام 2025 أكّد المنصور أن "نجاحه جاء نتيجة عمل دؤوب وفكر إبداعي هدف إلى تغيير مفهوم التعليم التقليدي، وجعل المدرسة مساحة تفاعلية تلبي احتياجات الطلاب، وتناسب أسلوبهم المفضل في التعلم"، وذكر أن المشروع الذي عمل عليه هو "جعل الطلاب يتعلمون بالطريقة التي يحبونها، وحوّل المدرسة إلى بيئة محفزة لا يرغب الطالب في مغادرتها، ولم يقتصر أثره على طلاب المدرسة فحسب، بل امتد ليشمل الطلاب الذين يعانون التردد أو التسرب التعليمي، حيث استطعنا احتواءهم وجعل المدرسة بيتهم الثاني".

## الجوائز والتكريم
- فاز بجائزة المعلم العالمية لأفضل معلم لعام 2025.[4]
- حصل على جائزة التميز الإعلامي (مسار أفضل مؤثر) عام 2025.[5]